# Dana (Name)
Dana ist ein weiblicher und männlicher Vorname sowie ein Familienname.

## Herkunft und Bedeutung des Namens
Dana ist sowohl die Kurzform von Daniela und Daniel (aramäisch) als auch von Danuta (polnisch)
und von Danica (serbisch). Danica ist der Name des Morgensterns (Tag=Dan).

## Varianten
- Männlich: Daniel, Danja, Dan, Dano, Daniele (ital.), Danny (engl.), Danilo (slaw.), Dános (ungar.), Dana (kurdisch)
- Weiblich: Dana, Dhana, Daniela, Danielle, Dany (franz.), Daniela (ital.), Daria, Danja, Dania (slaw.), Danniebelle (amerikan.)

## Namenstag
- 21. Juli (katholisch)
- 17. Dezember (orthodox)
- 25. Juli

## Künstlername
- Dana (* 1950), irische Sängerin
- Dana (* 1986), südkoreanische Sängerin
- Dana (* 1997), Schweizer Musikerin
- Dana International (* 1972), Künstlername der israelischen Sängerin Sharon Cohen

## Namensträger
- Dana Z. Anderson (* 1953), US-amerikanischer Physiker
- Dana Andrews (1909–1992), US-amerikanischer Filmschauspieler
- Dana Ashbrook (* 1967), US-amerikanischer Schauspieler
- Dana Bönisch (* 1982), deutsche Schriftstellerin und Journalistin
- Dana Brandt (* 1976), deutsche Schriftstellerin
- Dana Brunetti (* 1973), US-amerikanischer Filmproduzent
- Dana Carvey (* 1955), US-amerikanischer Schauspieler
- Dana K. Chipman (* 1958), US-amerikanischer General und Militärjurist
- Dana DeArmond (* 1979), US-amerikanische Pornodarstellerin
- Dana Delany (* 1956), US-amerikanische Schauspielerin
- Dana van Dreven (Lady Dana; * 1974), niederländische Hardstyle-DJ
- Dana Elcar (1927–2005), US-amerikanischer Schauspieler
- Dana Firas (* 1970), jordanische Prinzessin und Kulturmanagerin
- Dana Friedrich (* 1976), deutsche Schauspielerin, Moderatorin und Synchronsprecherin
- Dana Geissler (* 1963), deutsche Schauspielerin
- Dana Glover (* 1972), US-amerikanische Popsängerin
- Dana Golombek (* 1970), deutsche Schauspielerin und Sängerin
- Dana Gould (* 1964), US-amerikanischer Komiker und Schauspieler
- Dana Grigorcea (* 1979), schweizerisch-rumänische Schriftstellerin und Philologin
- Dana Horáková (* 1947), tschechische Buchautorin und Politikerin
- Dana Hussein Abdulrazak (* 1986), irakische Leichtathletin
- Dana Jessen (* 1983), US-amerikanische Musikerin
- Dana Kaproff (* 1954),  US-amerikanischer Komponist und Musikproduzent
- Dana Milbank (* 1968), US-amerikanischer Politik-Reporter
- Dana Murzyn (* 1966), kanadischer Eishockeyspieler
- Dana Pyritz (* 1970), deutsche Ruderin
- Dana Reizniece-Ozola (* 1981), lettische Politikerin und Schachspielerin
- Dana Rohrabacher (* 1947), US-amerikanischer Politiker
- Dana Schweiger (* 1968), US-amerikanische Moderatorin, Model und Unternehmerin
- Dana Scott (* 1932), amerikanischer Mathematiker, Logiker, Informatiker und Philosoph
- Dana Snyder (* 1973), US-amerikanischer Synchronsprecher und Schauspieler
- Dana Touran (* 1993), jordanische Taekwondoin
- Dana Tyrell (* 1989), kanadischer Eishockeyspieler
- Dana Vávrová (1967–2009), deutsch-tschechische Schauspielerin und Filmregisseurin
- Dana Vowinckel (* 1996), deutsche Schriftstellerin
- Dana Ward (* 1949), Professor für Politische Wissenschaft
- Dana Wilson (1983–2011), neuseeländischer Rugby-League-Spieler
- Dana Winner (* 1965), belgische Sängerin
- Dana Wynter (gebürtig Dagmar Winter, 1931–2011), deutsch-britische Schauspielerin
- Dana Zajac (* 1994), deutsche Volleyballspielerin
- Dana Zátopková (1922–2020), tschechoslowakische Leichtathletin

## Familienname
- Amasa Dana (1792–1867), US-amerikanischer Politiker
- Audrey Dana (* 1977), französische Schauspielerin
- Bill Dana (Unterhaltungskünstler) (1924–2017), US-amerikanischer Schauspieler und Entertainer
- Bill Dana (1930–2014), US-amerikanischer Testpilot, siehe William H. Dana
- Charles Anderson Dana (1819–1897), US-amerikanischer Journalist
- Edward Salisbury Dana (1849–1935), US-amerikanischer Mineraloge
- Francis Dana (1743–1811), US-amerikanischer Rechtsanwalt, Richter und Politiker
- James Dwight Dana (1813–1895), US-amerikanischer Geologe, Mineraloge und Zoologe
- John W. Dana (1808–1867), US-amerikanischer Politiker
- Judah Dana (1772–1845), US-amerikanischer Politiker
- Kamrun Nahar Dana (* um 1960), Badmintonspielerin aus Bangladesch
- Leora Dana (1923–1983), US-amerikanische Schauspielerin
- Mary S. B. Dana (1810–1883), US-amerikanische Schriftstellerin
- Mazen Dana (1962–2003), irakischer Kameramann
- Napoleon Jackson Tecumseh Dana (1822–1905), US-amerikanischer Generalmajor
- Paul Dana (1975–2006), amerikanischer Rennfahrer
- Richard Henry Dana, Sr. (1787–1879), amerikanischer Jurist und Schriftsteller
- Richard Henry Dana, Jr. (1815–1882), amerikanischer Jurist und Schriftsteller
- Rodd Dana (* 1934), US-amerikanischer Schauspieler
- Samuel Dana (Politiker) (1767–1835), amerikanischer Politiker (Demokratisch-Republikanische Partei)
- Samuel Trask Dana (1883–1978), amerikanischer Forstwissenschaftler
- Samuel W. Dana (1760–1830), amerikanischer Politiker (Föderalistische Partei)
- Sabina Dana (* 1988), albanische Pop-Sängerin
- Simphiwe Dana (* 1980), südafrikanische Sängerin
- Vic Dana (* 1942), US-amerikanischer Tänzer und Popmusik-Sänger
- Viola Dana (1897–1987), amerikanische Schauspielerin
- William H. Dana (1930–2014), US-amerikanischer Testpilot

## Fiktive Personen
- Dana Barrett aus der Ghostbusters-Filmreihe
- Dana Scully aus der Serie Akte X
- Dana Wolf, Figur in der Serie Verbotene Liebe
- Dana Scott, Figur in der Serie Suits

## Mythologie
- Danaë, Mutter von Perseus (griechische Mythologie)
- Danu, Tochter des Volkes der Túatha Dé Danann (keltische Mythologie)